# Universidad del Sur de Alabama
La Universidad del Sur de Alabama (EE.UU.) es una universidad pública de investigación en Mobile, Alabama. Fue creado por la Legislatura de Alabama en mayo de 1963 y reemplazó los programas de extensión existentes operados en Mobile por la Universidad de Alabama. Las primeras clases se realizaron en junio de 1964, con una matrícula de 276 alumnos; la primera graduación se llevó a cabo en junio de 1967, con 88 títulos de licenciatura otorgados.
La USA está dividido en diez colegios y escuelas que incluyen una de las dos escuelas de medicina financiadas por el estado de Alabama. En el semestre de otoño de 2018, el sur de Alabama tenía una matrícula de 15,093 estudiantes. En la primavera de 2019, la universidad había otorgado más de 90.000 títulos. Está clasificada entre "R2: Universidades de Doctorado - Alta actividad investigadora".
La USA tiene una nómina anual de más de 400 millones de dólares (EE. UU.), con más de 6.000 empleados, y es el segundo mayor empleador en Mobile. La universidad afirma tener un impacto económico anual de 3 mil millones de dólares.

## Académica

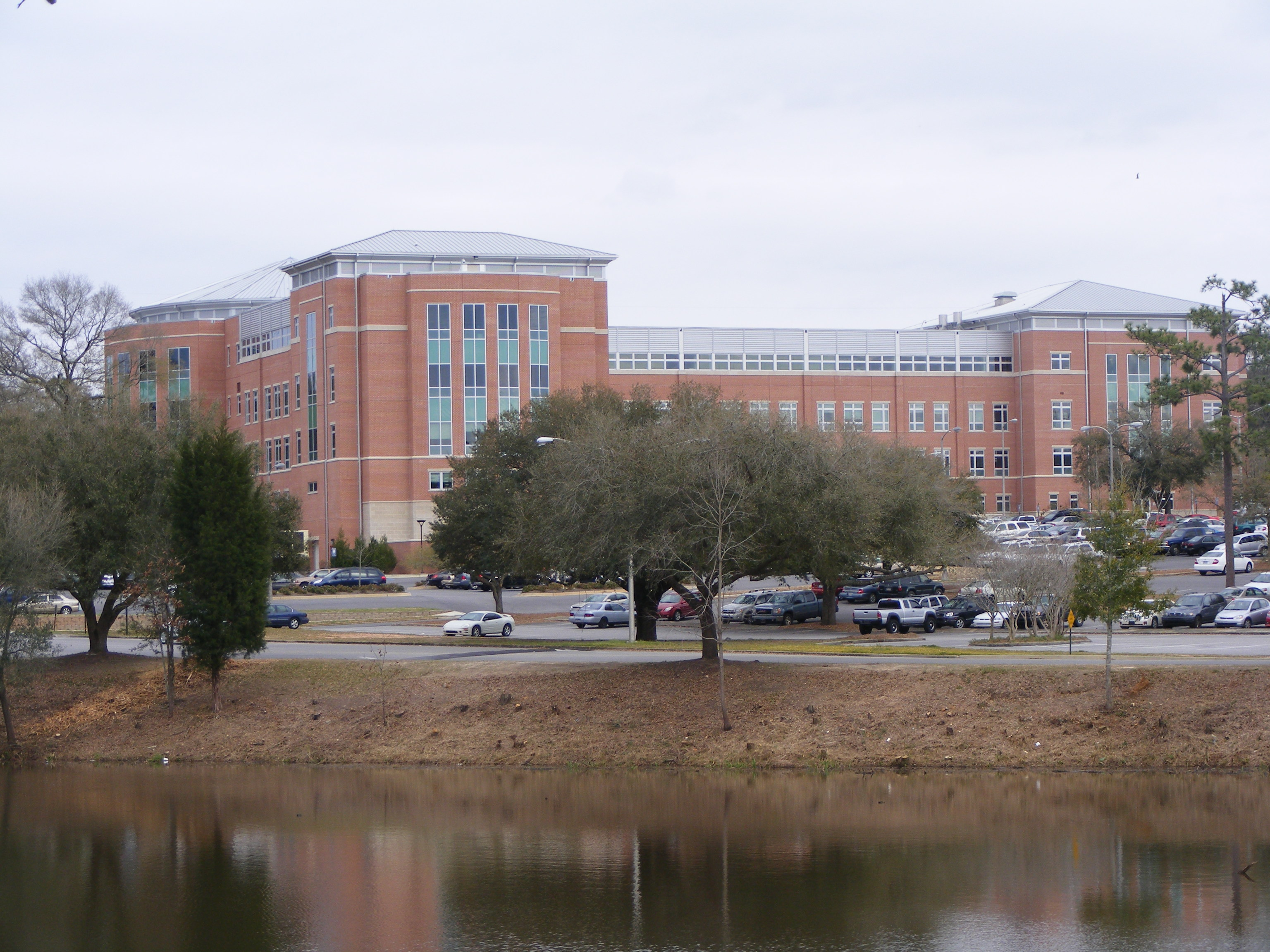
Facultad de Salud y Enfermería Pat Capps Covey.

La universidad ofrece una variedad de títulos universitarios y de posgrado en diez facultades y escuelas. Varios programas ofrecen títulos de nivel de maestría además de títulos universitarios. Se ofrecen títulos de nivel de doctorado en varias áreas, incluido un título de doctor en Farmacia que se ofrece en colaboración con la Universidad de Auburn.
La USA también ofrece clases en el cercano condado de Baldwin en su campus de Fairhope, y en 2015 abrió su nuevo campus de la Costa del Golfo en Gulf Shores. En total, los estudiantes universitarios del sur de Alabama pueden elegir entre más de 50 programas de licenciatura y certificación, mientras que hay más de 40 programas de maestría. En 2011, la USA ocupa el puesto 22 entre las mejores universidades públicas del sur de los Estados Unidos y el 52 en general (en el sur). Tiene una tasa de aceptación del 86,5%.
La proporción de estudiantes por docente en la USA. es de 18:1, y la escuela tiene el 44,1% de sus clases con menos de 20 estudiantes. Los estudiantes estadounidenses son 57% mujeres y 43% hombres. En 2018, la universidad tenía una tasa de graduación de seis años del 44% y una tasa de graduación de cuatro años del 22% para programas de licenciatura.

### Colegios

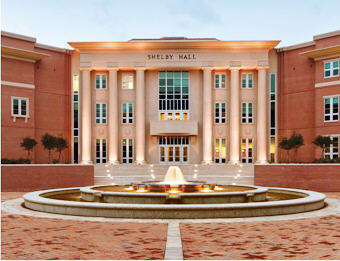
Shelby Hall: sede de la Facultad de Ingeniería y la Escuela de Computación.

La Universidad del Sur de Alabama tiene diez colegios y escuelas:
- Pat Capps Covey Facultad de Profesiones de Salud Afines
- Universidad de Artes y Ciencias
- Facultad de Negocios Mitchell
- Facultad de Educación y Estudios Profesionales
- colegio de Ingeniería
- Colegio de Medicina
- facultad de enfermería
- escuela de computacion
- Colegio de Honores
- Escuela de posgrado

### Administración
La universidad está gobernada por una junta directiva designada por el gobernador de Alabama, incluido el mismo. La junta nombra un presidente de la universidad. Frederick Palmer Whiddon se desempeñó como presidente desde 1963 hasta 1998 y fue sucedido por V. Gordon Moulton, quien ocupó el cargo hasta 2013. John W. Smith, el actual vicepresidente ejecutivo, se desempeñó como presidente interino hasta la llegada de Tony G. Waldrop en 2014 y luego de su retiro en 2021. Jo Bonner fue nombrada presidenta de la universidad en 2021.

## Atletismo

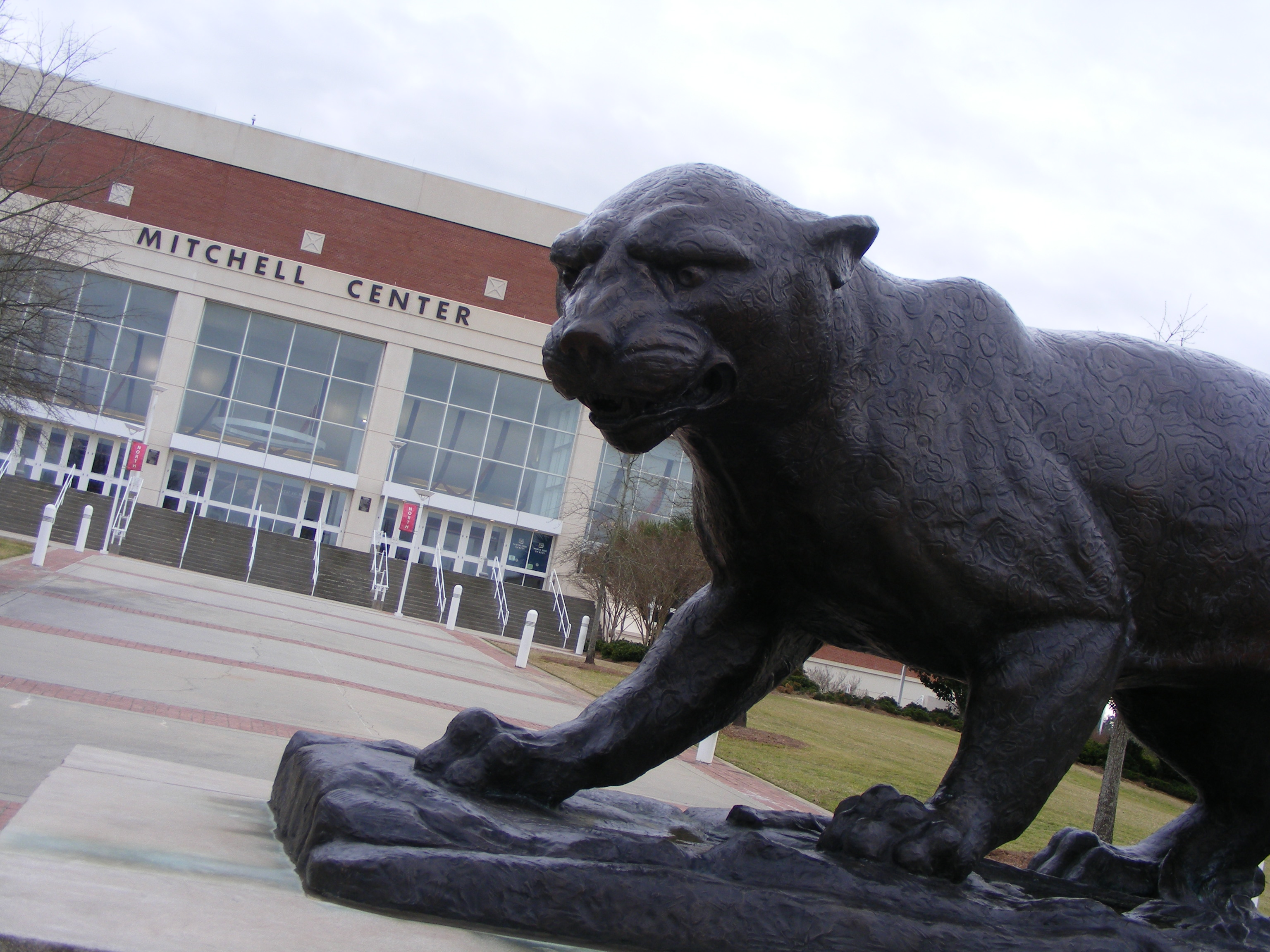
Estatua del jaguar y Mitchell Center Arena.

Los Jaguars participan en 17 deportes autorizados por la NCAA (8 masculinos y 9 femeninos) y son miembros fundadores de la Sun Belt Conference. Los deportes masculinos incluyen fútbol, baloncesto, béisbol, tenis, campo a través, golf, atletismo bajo techo y atletismo al aire libre. Los deportes femeninos incluyen baloncesto, sóftbol, fútbol, tenis, campo a través, voleibol, atletismo bajo techo, atletismo al aire libre y golf. Todos los deportes participan en la Sun Belt Conference, una conferencia de la División I / FBS.

### Fútbol americano
La universidad anunció la creación de un equipo de fútbol autorizado por la NCAA el 6 de diciembre de 2007, con el objetivo de acelerar el programa hasta alcanzar el estado FBS completo para la temporada 2013. Desde que comenzó el programa de fútbol desde cero, South Alabama ha construido una instalación de fútbol y campos de práctica. El estadio Hancock Whitney se inauguró en 2020.

### Baloncesto
El baloncesto masculino y femenino del sur de Alabama se juega en el Mitchell Center con capacidad para más de 10,000 personas.

### Béisbol
El parque local del sur de Alabama es Eddie Stanky Field, que es un estadio de 4500 asientos con una superficie de juego de césped natural. La casa club Jon Lieber se construyó originalmente en 2005, pero fue demolida después de la temporada 2019 para construir una nueva casa club Jon Lieber que se completó antes de la temporada de béisbol de 2020.

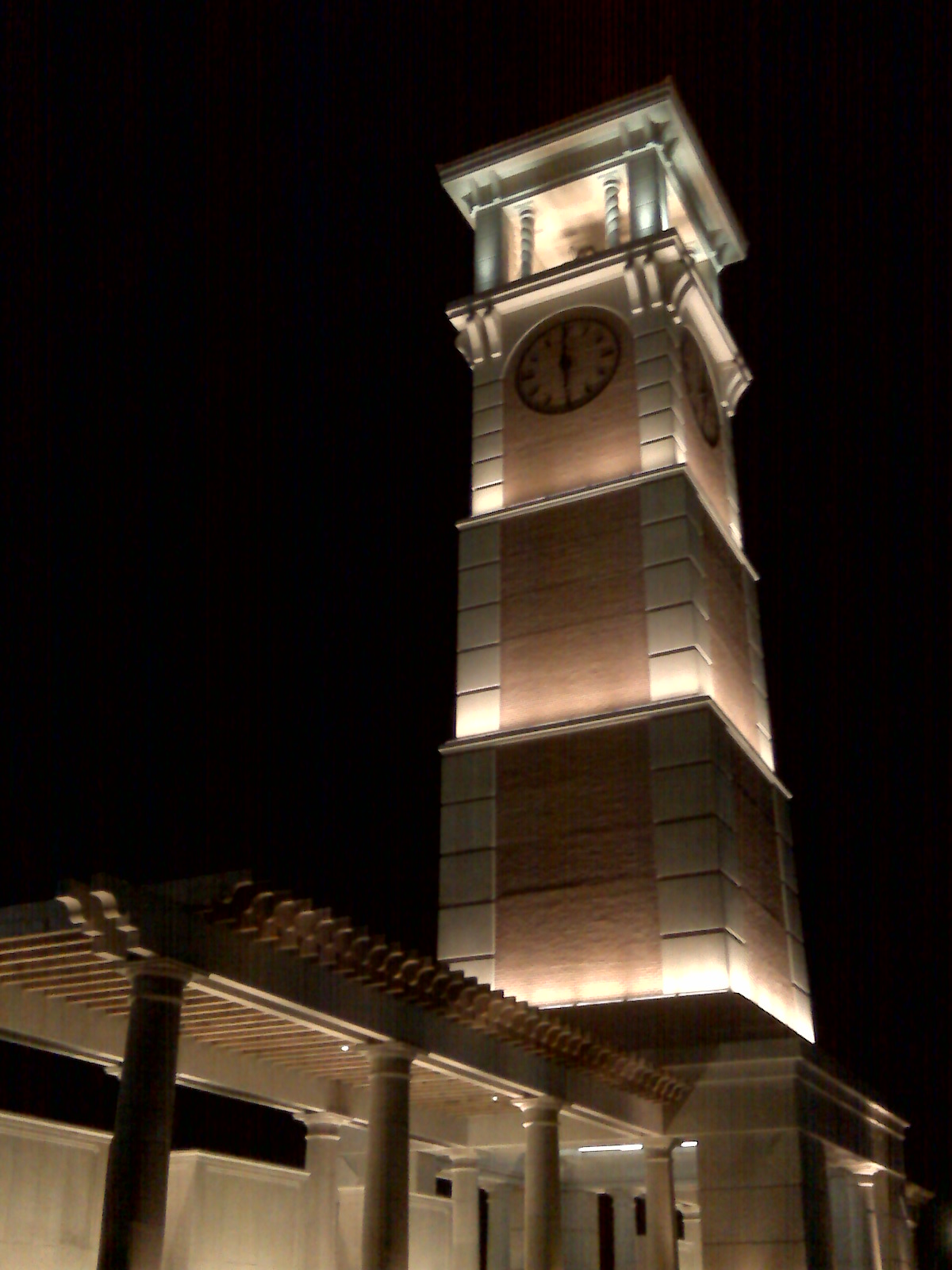
Campanario de Moulton y plaza de antiguos alumnos.

## Asuntos legales y otros

### Tiroteo policial
El 12 de octubre de 2012, Gil Collar, estudiante de primer año de 18 años, recibió un disparo de un oficial de policía del campus, después de aparecer desnudo afuera de la estación de policía. La universidad emitió un comunicado diciendo que un oficial de policía del campus "fue confrontado por un hombre desnudo y musculoso que actuaba de manera errática". El collar medía 5 pies 7 y pesaba 135 libras. Las autoridades afirman que Collar parecía estar drogado cuando ocurrió el incidente. La familia del estudiante presentó una demanda contra la universidad, el agente implicado y el jefe de policía, Herbert Earl "Zeke" Aull. En febrero de 2013, un juez del condado de Mobile dictaminó que la universidad no era responsable de la muerte del estudiante. en 2014, el caso pasó a un tribunal federal. En 2015, el oficial fue absuelto en una demanda civil. El tiroteo inspiró a Brian Burghart, entonces editor de News & Review en Reno, a fundar Fatal Encounters, una base de datos que rastrea los asesinatos cometidos por agentes del orden.

### Demanda federal por discriminación de 2014
En 2014, un grupo de estudiantes pertenecientes a Students for Life USA, una organización estudiantil provida, presentó una denuncia por presunta discriminación en un tribunal federal contra funcionarios de la Universidad del Sur de Alabama. Posteriormente, la universidad resolvió la demanda y pagó a los estudiantes una cantidad de dinero no revelada. Según una copia del documento del acuerdo proporcionada por Alliance Defending Freedom, la universidad "negó todas las acusaciones materiales y las afirmaciones del demandante sobre deficiencias constitucionales". La USA acordó cambiar una parte de su política sobre el uso de su espacio e instalaciones y pagar una suma no especificada para resolver "todos los reclamos restantes del demandante, incluyendo responsabilidad, daños y honorarios de abogados".

### Demandas por abuso
En septiembre de 2021, se presentó una demanda contra un ex entrenador de voleibol de la Universidad del Sur de Alabama por presunto abuso sexual y mental en 2019 y 2020. La demanda incluía como demandantes a ocho exjugadores. La enmienda también alegaba que los administradores de la universidad tenían conocimiento del abuso y agregaba a los directores deportivos y entrenadores de la universidad como acusados. En 2022, un exjugador que no participó en la primera demanda presentó una segunda demanda. WKRG-TV informó que las acusaciones de abuso hechas en la segunda demanda eran similares a las de la primera y que ambas acusaciones incluían tocamientos inapropiados y sobreentrenamiento. El entrenador de voleibol fue contratado por la Universidad del Sur de Alabama en diciembre de 2018 y renunció en febrero de 2021.

## Exalumnos notables
Los alumnos notables de la Universidad del Sur de Alabama incluyen:
- Tina Allen (1949-2008), escultora
- Marlon Anderson, jugador de béisbol (segunda base)
- Kawaan Baker, jugador de fútbol
- Jake Bentley, jugador de fútbol
- Rosalynn Bliss, alcaldesa de Grand Rapids, Míchigan
- Glenn Borgmann, jugador de béisbol
- Braedon Bowman, jugador de fútbol
- Herbert L. "Sonny" Callahan, congresista de los Estados Unidos
- Terry Catledge, jugador de baloncesto
- Susan DuBose, política estadounidense de Alabama
- Grant Enfinger, piloto de carreras
- Steve Falteisek, jugador de béisbol
- David Freese, jugador de béisbol
- Luis González, beisbolista
- Carolyn Haines, autora
- Lance Johnson, jugador de béisbol
- Michael Kearney, el graduado universitario más joven del mundo[28]
- Jon Lieber, jugador de béisbol
- Dan Povenmire, animador de Disney
- Adam Lind, jugador de béisbol
- Darrell Luter Jr., jugador de fútbol
- Rodger McFarlane, activista por los derechos de los homosexuales[29]
- Mark Mostert, profesor de educación
- Mike Mordecai, jugador de béisbol
- Juan Pierre, beisbolista
- Heath Slocum, golfista
- Courtney Smith, jugadora de fútbol
- Eddie Stanky, jugador de béisbol
- Larry Stutts, senador del estado de Alabama
- Jessie Tompkins, corredora atlética de vallas y activista de derechos civiles
- PJ Walters, jugador de béisbol
- Turner Ward, jugador de béisbol
- Jalen Wayne, jugador de fútbol
- Harold G. White, ingeniero y físico

## Publicaciones
- USA Vanguard[30]
- The Lowdown
- The Oracle
- Due South
- College Student Journal (fundada en 1966).[31]